# Музіль Олександр Олександрович
Олекса́ндр Олекса́ндрович Музіль (*3 липня 1908 — †13 жовтня 1994) — російський театральний і кінорежисер, педагог, Заслужений діяч мистецтв РРФСР.

## Біографія
Із театральної династії Бороздіних-Музілів-Рижових.
Народився 3 липня 1908 року у Санкт-Петербурзі. Мати — Заслужена артистка РРФСР Надія Миколаївна Музіль-Бороздіна. 
У 1930 році — закінчив ленінградський Технікум сценічних мистецтв.
З 1930 по 1987 рік — працював у ленінградському Театрі драми імені Олександра Пушкіна. Поставив більше тридцяти вистав за п'єсами російських і радянських класиків.
З 1945 року — професор кафедри режисури в Ленінградському театральному інституті. З 1974 по 1980 рік — декан драматичного факультету.
Серед учнів — Аркадій Кац, Олексій Герман, Леонід Менакер, Ігор Масленников, Геннадій Опорков, Ісаак Штокбант, Лариса Мальованна, Анатолій Праудін, Григорій Дитятковський, Віктор Сударушкін та інші.
У 1956 році, разом з режисером Максимом Руфом, зняв драматичний фільм «Одна ніч». З Костянтином Скоробогатовим та Ольгою Лебзак в головних ролях. Цього ж року — отримав звання Заслужений діяч мистецтв РРФСР.
Помер 13 жовтня 1994 року у Санкт-Петербурзі.

## Фільмографія
Режисер:
- 1956 — «Одна ніч» (у дуеті з Максимом Руфом)

## Театральні постановки
- 1934 — «Одруження»
- 1939 — «Полководець Суворов»
- 1941 — «Дворянське гніздо»
- 1942 — «Петро Кримов»
- 1946 — «За тих, хто в морі!»
- 1947 — «Як гартувалася сталь»
- 1950 — «Переможці ночі»
- 1954 — «Роки мандрів»
- 1956 — «Одна ніч»
- 1961 — «Втрачений син»
- 1963 — «Перед заходом солнця»
- «Прибуткове місце»
- «Казки старого Арбату»
- «Справа, якій ти служиш»
- «Вночі без зірок»
- «Година пік»
- «Справедливість — моє ремесло»
- «Аеропорт»